# Worcestershire County Cricket Club

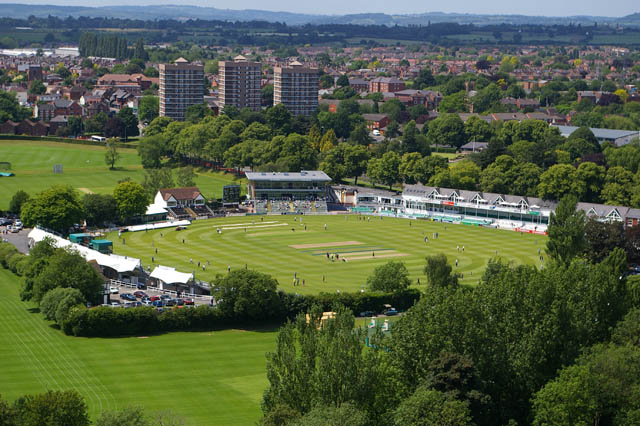
New Road, el estadio de Worcestershire

El Worcestershire County Cricket Club, fundado en 1865, es un club de críquet inglés que juega en el County Championship para el condado de Worcestershire. Worcestershire juega en el New Road en la ciudad de Worcester, y ha ganado el County Championship cinco veces. Worcestershire jugó su primera temporada en el Championship en 1899 y ganó por primera vez en 1964.
El equipo es conocido como The Pears (en español, las Peras) y su escudo tiene tres peras verdes en un campo blanco.

## Palmarés
- County Championship (5): 1964, 1965, 1974, 1988, 1989

## Jugadores
- Imran Khan (1971-76)